# Бжезінець (струмок)
Бжезінець, Березинець — гірський струмок в Україні у Калуському районі Івано-Франківської області. Лівий доплив річки Ільниці (басейн Дністра).

## Опис
Довжина струмка приблизно 5,22 км, найкоротша відстань між витоком і гирлом — 3,82  км, коефіцієнт звивистості річки — 1,37 . Формується багатьма безіменними струмками.

## Розташування
Бере початок на північно-східних схилах гори Хом (1344,0 м) хребта Хом у хвойному лісі. Спочатку тече на південний захід, далі тече переважно на південний схід через село Мислівку і у селі впадає у річку Ільницю, ліву притоку річки Свічі.

## Цікаві факти
- У селі Мислівка біля гирла струмок перетинає автошлях Р21[4] (автомобільний шлях регіонального значення на території України. Проходить територією Івано-Франківської та Закарпатської областей через Долину — Міжгір'я — Хуст.)